# Nagler See
Der Nagler See (auch Nageler See) ist ein sechs Hektar großes, künstlich angelegtes Staugewässer unmittelbar bei der Gemeinde Nagel im Landkreis Wunsiedel im Fichtelgebirge (Nordostbayern), der aus einem Mühlweiher hervorgegangen ist. Er ist ein geschütztes Naturdenkmal.

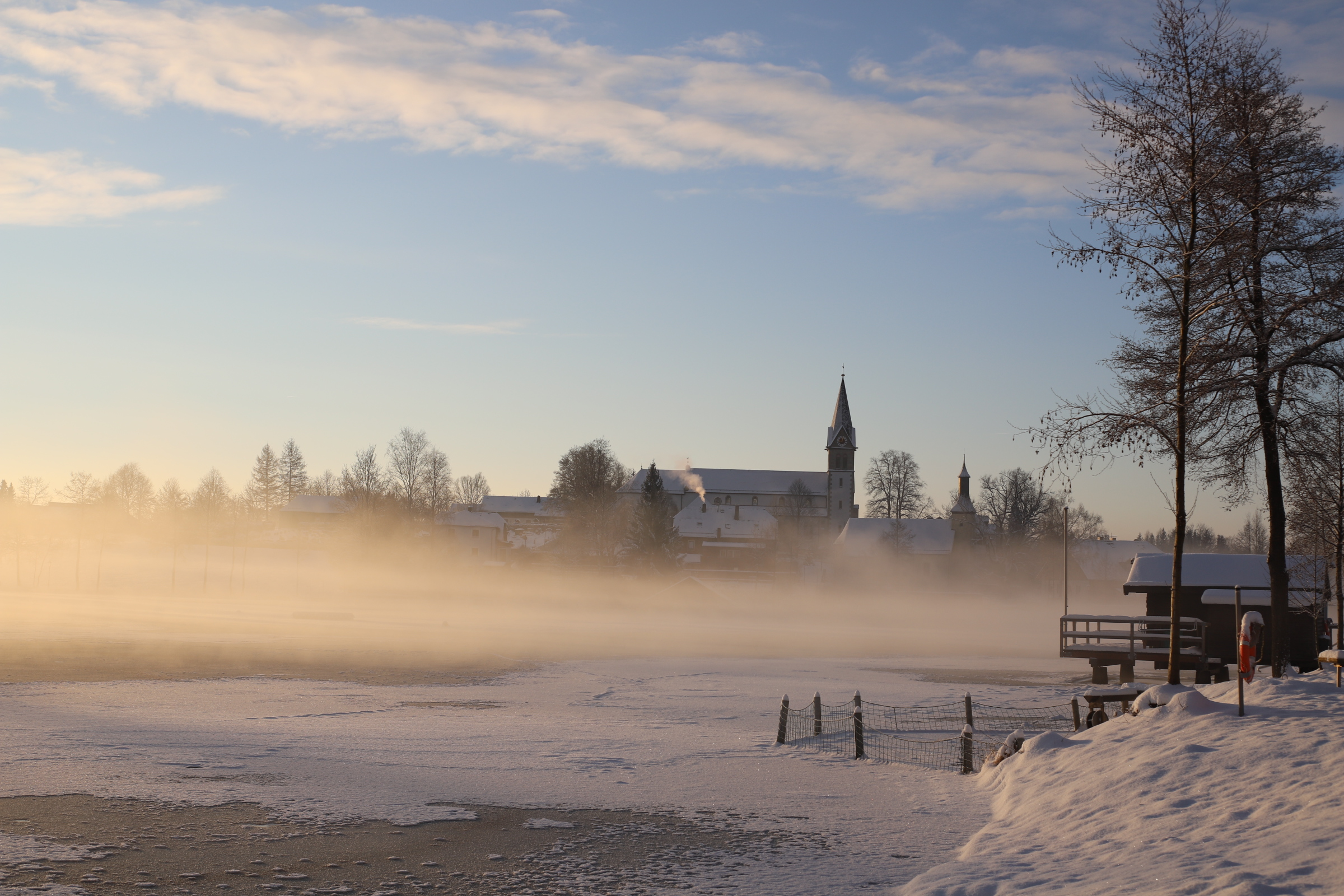
Der morgendliche Nagler See im Winter

## Geschichte
Im Jahr 1694 wurde der Mühlweiher in einer Besitzbeschreibung des Rittergutes Fahrenbach (jetzt Gemeinde Tröstau) genannt, mit seiner Wasserkraft wurde eine Mahlmühle betrieben (bis 1926). 1836 verkaufte Regierungsrat Theodor Fikentscher, Besitzer des Rittergutes Fahrenbach, den Mühlweiher und das damit verbundene Fischrecht im Steinlohbach an den Müller Schindler von Nagel. 1856 erwarb ihn Müllermeister Johann Babtist Sticht, dessen Nachkommen noch Eigentümer sind.

## Touristische Erschließung
Ein bequemer Rundweg führt um den See, Fränkischer Gebirgsweg, Quellenweg und Jean-Paul-Weg führen an ihm vorbei. Freizeitangebote sind Kahnfahren und Baden, im Winter Eisstockschießen.
Auch befindet sich am Nagler See ein großer Wasserspielplatz, der zum Plantschen einlädt.

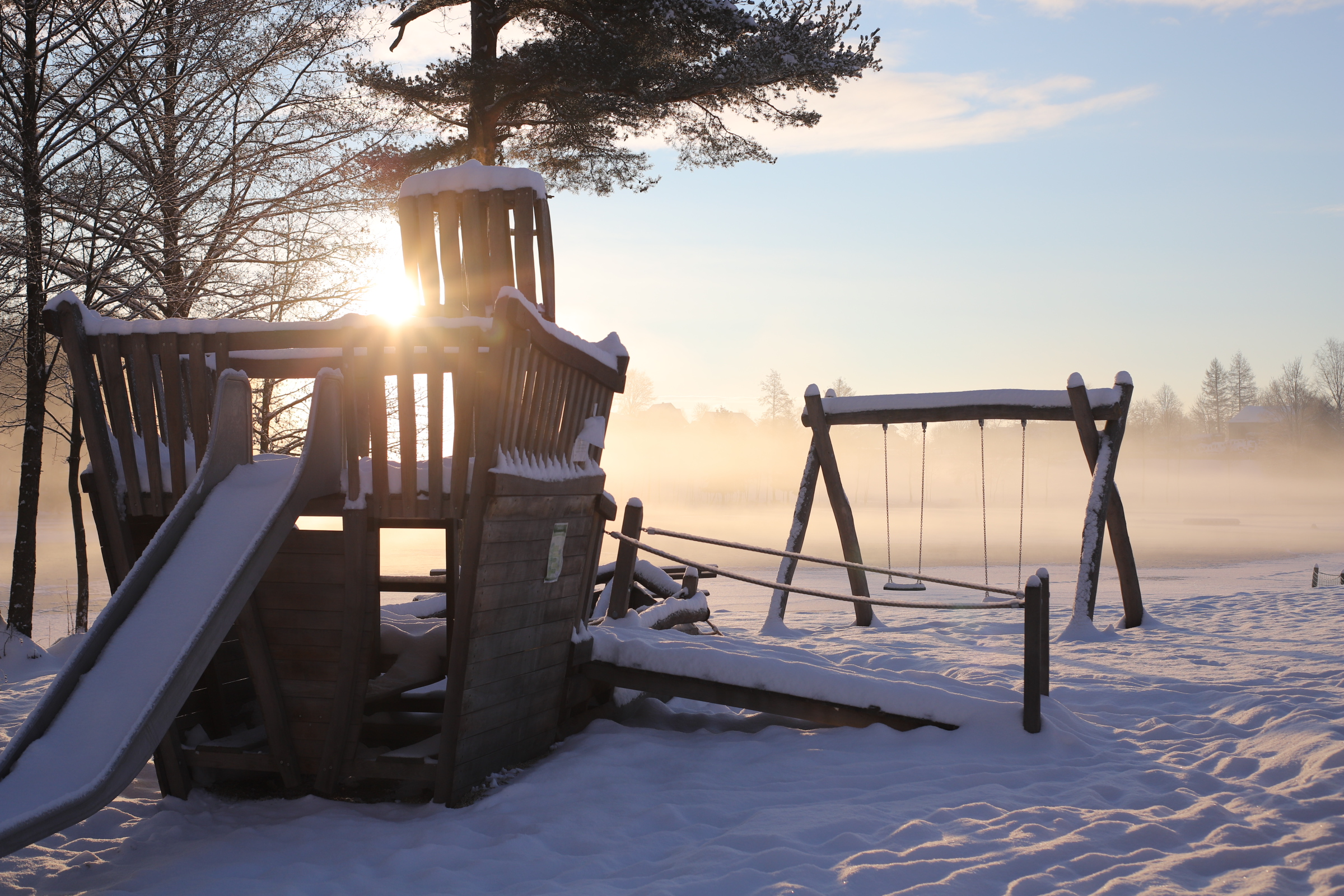
Wasserspielplatz am See im Winter